# بدیتزوله
بدیزوله (به ایتالیایی: Bedizzole) یک کومونه در ایتالیا است که در استان برشا واقع شده‌است.

## خصوصیات
بدیزوله ۲۶ کیلومترمربع مساحت و ۱۲٬۱۱۳ نفر جمعیت دارد و ۱۸۴ متر بالاتر از سطح دریا واقع شده‌است.